# 希勒 (德国)
希勒（德語：Hille，發音：[ˈhɪlə] ⓘ）是德国北莱茵-威斯特法伦州代特莫尔德行政区明登-吕伯克县的市镇，面积102.99平方千米，2023年12月31日人口为15,731人。